# Garten

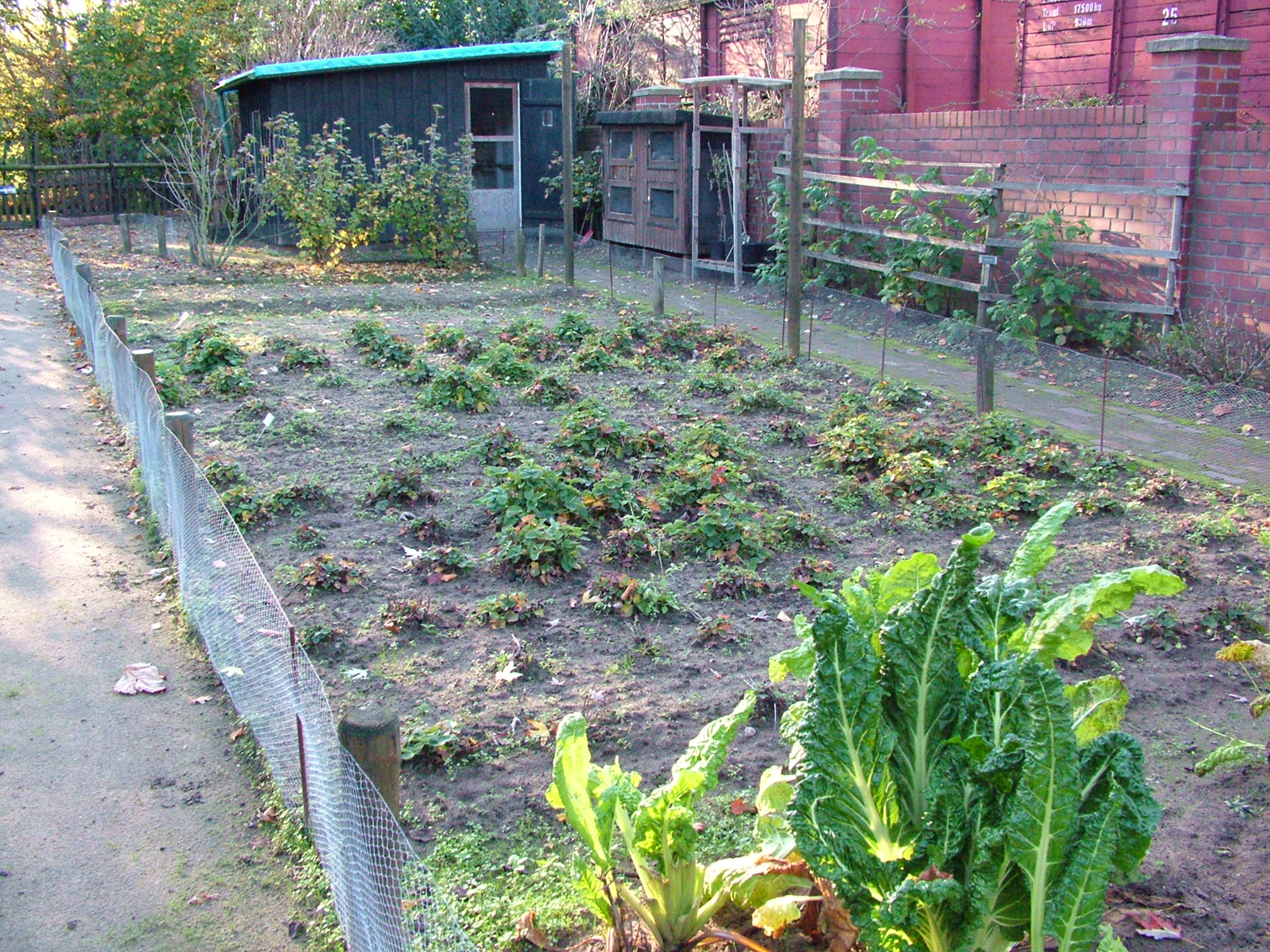
Garten einer Arbeiterwohnung, Textilmuseum Bocholt

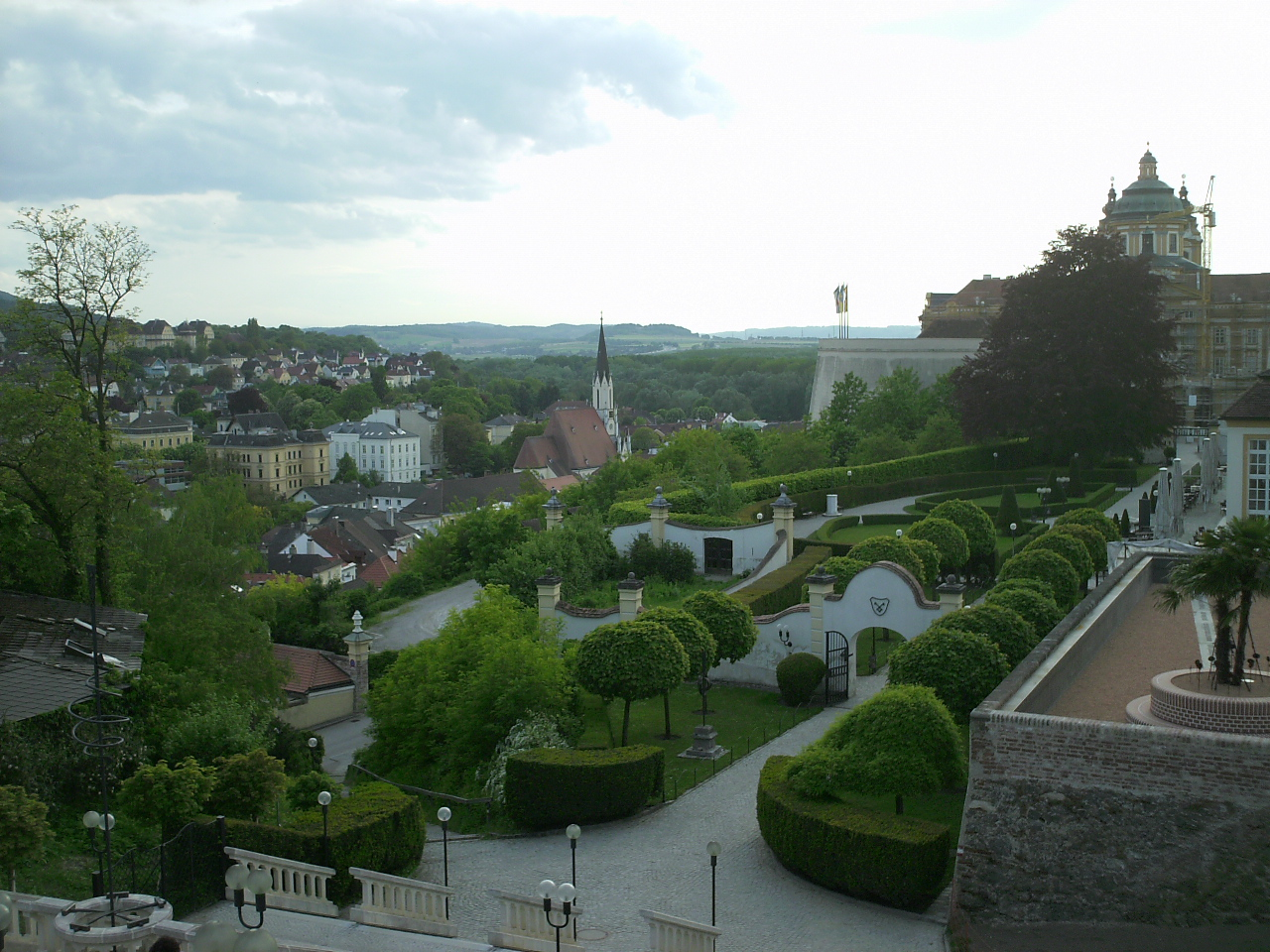
Barocke Gartenanlage des Stiftes Melk

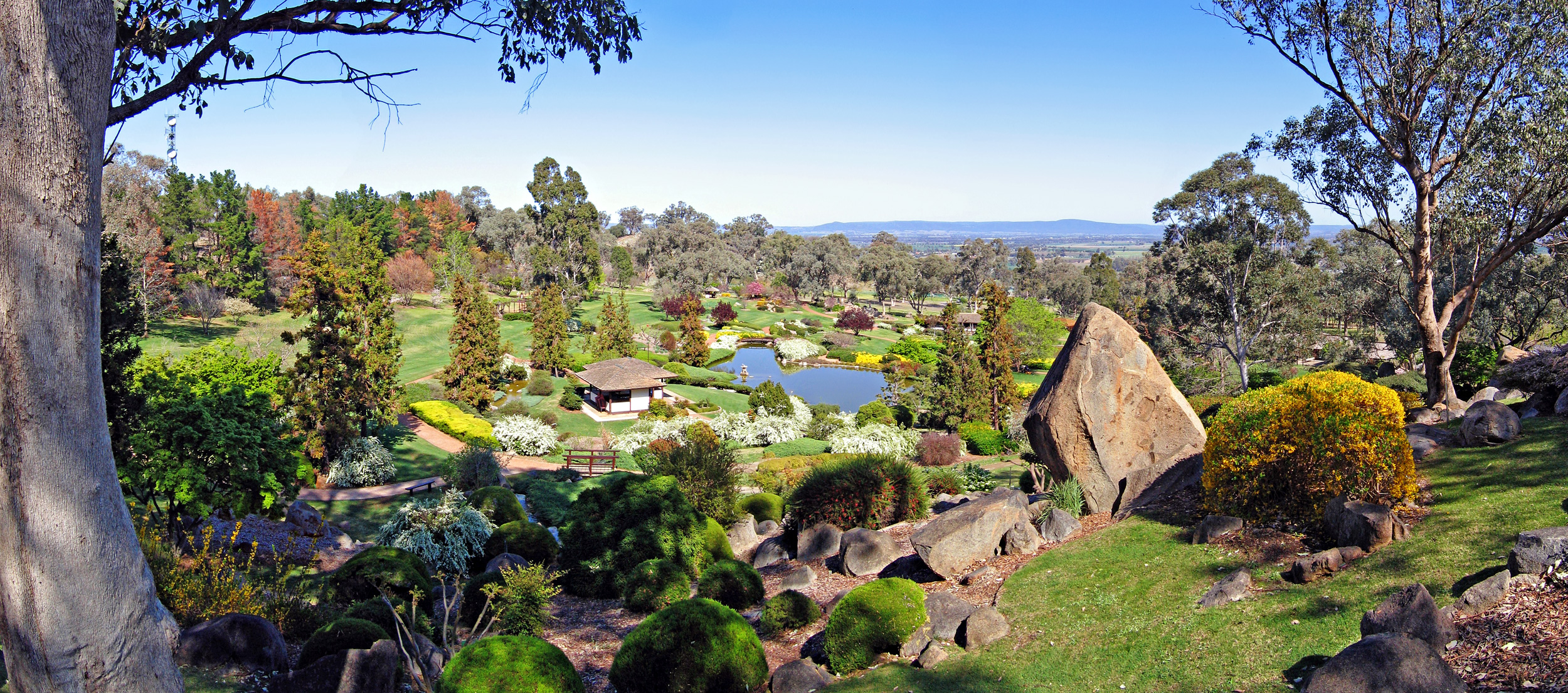
Japanischer Garten in Cowra, Australien

Ein Garten ist ein abgegrenztes Stück Land, in dem Pflanzen oder Tiere in Kultur genommen und somit gepflegt (kultiviert) werden. Im Gegensatz zu Parks werden Gärten meist privat genutzt.
Gärten werden nicht nur angelegt, um einen direkten Ertrag zu ernten (Nutzgarten), sondern auch um einem künstlerischen, spirituellen oder therapeutischen Zweck zu dienen, oder auch der Freizeitgestaltung und Erholung, wie Zier- und Kleingärten.

## Etymologie
Der deutsche Begriff Garten leitet sich etymologisch von Gerte (indogermanisch gher und später ghortos, womit lateinisch hortus verwandt ist) ab. Gemeint sind Weiden-, Haselnussruten oder andere Gerten, die früher – ineinander verflochten – den ursprünglich in der Nähe des Hauses gelegenen Garten umfriedeten. Das Wort gerd, gard bezeichnet über gotisch garde „Gehege“, garda „Pferch“ ursprünglich „das (mit Gerten) umzäunte Gelände“, während die von einem lebenden Zaun umstandenen Fläche im Wortfeld Hag, Hecke zu finden ist. Das niederländische Wort tuin für Garten (vgl. Deutsch Zaun, Altnordisch tún) geht auf eine ähnliche Entwicklung zurück.
Mittelalterliche Darstellungen zeigen auch ummauerte Gärten. In diesem Begriffsfeld steckt eine indogermanische Wurzel cart(o) „Schutz“, das in lateinisch hortus „Nutzgarten“, französisch jardin „Garten“ (deutsch aber Hort), althochdeutsch gard, gart, altnordisch garðr („Hof“, „Herrschaftsgebiet“, vergl. Asgard, Midgard) in Englisch yard („Hof“), skandinavisch gaard („Hof“, „Gehöft“) und slawisch grad („Burg“, „Befestigung“, „Umfriedung“), indirekt auch der Garde („Wache“, „Schutztruppe“) wie auch in Eigennamen auf -gard/t (Luitgard, Irmgard, Eringard) erhalten ist.
Der dem Wort in der heutigen Form zugrundeliegende Begriff ist „umfriedetes Land zum Zweck des Anbaus von Pflanzen“. Der Garten stand unter besonderem rechtlichem Schutz (Gartenfrieden). Ortsnamen auf -gard/t(en), -gad(en) leiten sich aus diesem Kontext ab, vermischen sich aber mit dem althochdeutschen Wort gadam „Gadem“, „Raum“, „Gemach“, „Scheune“ (Berchtesgaden).
Die Konzeption eines Gartens ist jedoch in jeder Kultur unterschiedlich, westliche Garten-Definitionen und Konzepte sollten nicht ungeprüft übertragen werden. Siehe auch Garten Eden und Paradies.

## Typen

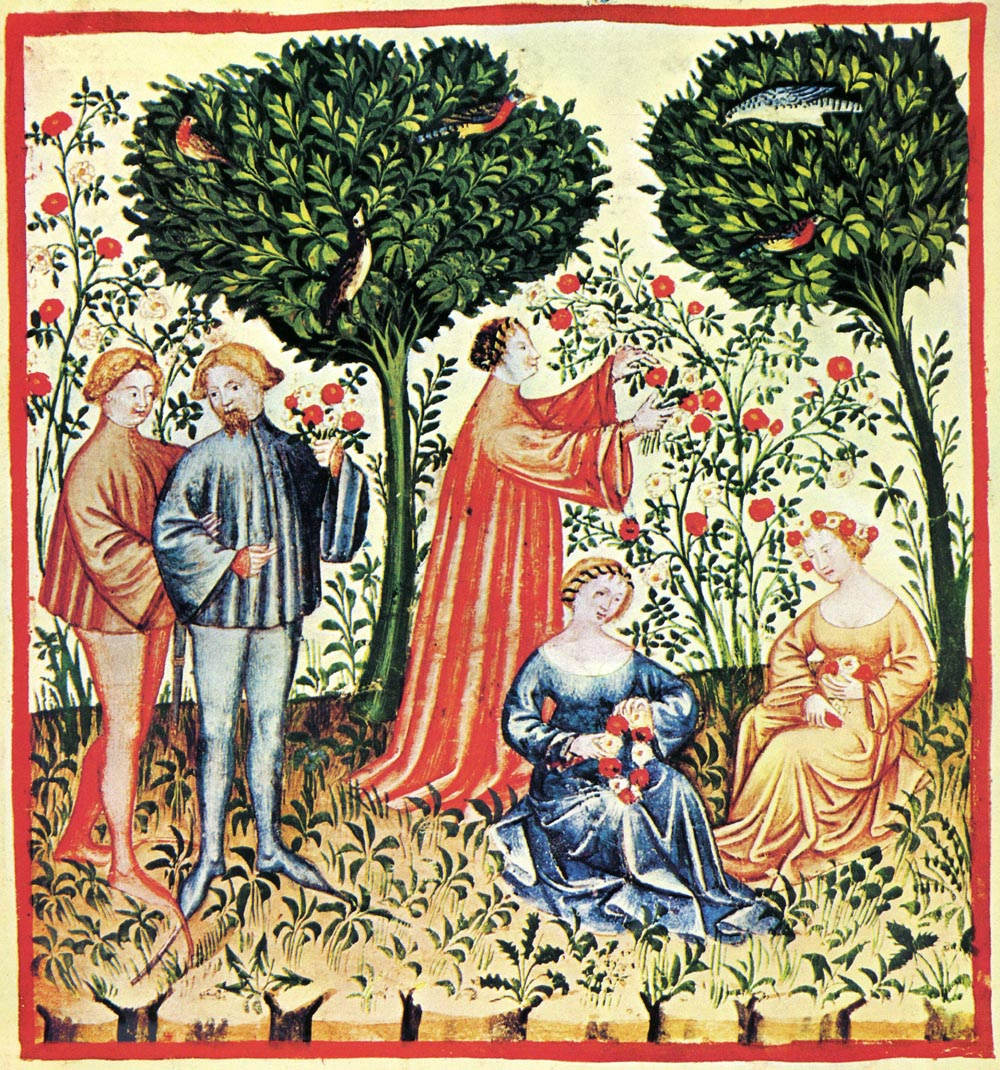
Garten (Frühling), Abbildung aus dem Tacuinum sanitatis aus dem 14. Jahrhundert

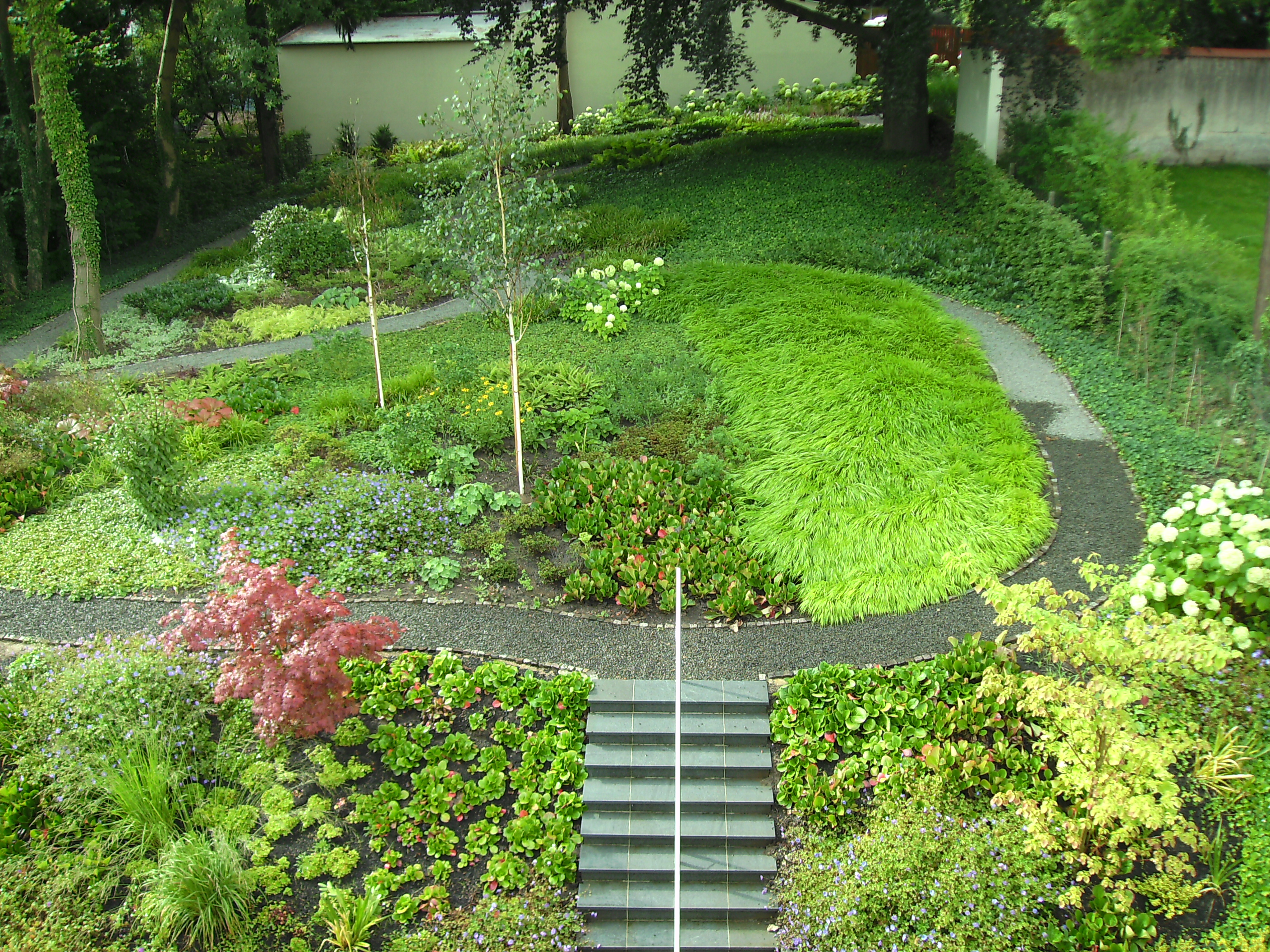
Kleiner Ziergarten (Naturlandstiftung Saar, Saarbrücken)

Neben der heute oftmals anzutreffenden Form eines Mischgartens, der viele (also gemischte) Aspekte in sich vereint, unterscheidet man in Europa je nach Nutzungsschwerpunkt
- den Haus- oder Nutzgarten,
- den Gemüse-, Obst- (früher auch Baumgarten genannt) und Kräutergarten,
- den Kleingarten,
- der urbane Garten,
- den Naturgarten,
- den Vorgarten,
- den Bauerngarten,
- den botanischen Garten,
- den Versuchsgarten,
- den Lustgarten.

Ziergärten können öffentlich oder privat sein, eingefriedet oder zugänglich.
Ein großer Garten, der nicht (nur) zu Ertragszwecken, sondern als ästhetisches Objekt angelegt und unterhalten wird, ist ein Park, auch wenn sich im Namen solcher Anlagen das Wort „Garten“ erhalten hat, wie beim Englischen Garten. Ästhetisch gestaltete Gärten und Parks erhalten die Bezeichnung nach
- Bepflanzung: Rosengarten, Kräutergarten, Staudengarten,
- Umwelt: Wüstengarten, Kiesgarten, Steingarten, Schattengarten, Wassergarten, Tropischer Garten,
- Stil: Persischer Garten, Chinesischer Garten, Japanischer Garten, Zengarten, Barockgarten (Französischer Garten), Italienischer Garten, Englischer Landschaftsgarten, Landschaftsgarten,
- gestalterischem Thema: Bibelgarten, Künstlergarten,
- Lage: Klostergarten, Kreuzgarten (Kreuzganggarten), Burggarten,
- Nutzern: Bauerngarten.

## Bepflanzung
In einem Garten verwendet man Nutzpflanzen, insbesondere:
- Obst,
- Gemüse,
- Küchen- und Gewürzkräuter,
- Heilpflanzen.

Eine weitere Gruppe sind die Zierpflanzen. An Typen lassen sich unterscheiden:
- Sommerblumen – Einjährige oder Zweijährige – blühen im ersten oder zweiten Jahr nach der Aussaat
- Stauden – Mehrjährige – ziehen im Winter ein und treiben aus Wurzel, Zwiebel oder Knolle wieder neu aus
- Gehölze – Halbsträucher, Sträucher, Bäume (Laubgehölze und Koniferen) – sommergrüne, wintergrüne, immergrüne
- Kübelpflanzen – frostempfindliche Pflanzen, die im Haus oder Wintergarten überwintern müssen
- Wasserpflanzen – für Teiche

## Botanische Gärten
Der botanische Gartenbau in Europa kam erst dauerhaft im 16. Jahrhundert, nach der Entdeckung Mexikos, in Schwung und ging zunächst von Spanien aus. Gaspar de Gabriel, ein reicher toskanischer Edelmann, gründete 1525 den ersten botanischen Garten, dem bald der von Corner in Venedig, der von Simonetti in Mailand, von Pinetta in Neapel und andere folgten. 1545 wurde vom Senat in Venedig die Anlage eines öffentlichen botanischen Gartens in Padua bewilligt, Papst Pius V. ließ den in Bologna einrichten, der Großherzog von Toskana den in Florenz, und bald darauf hatte beinahe jede bedeutende Stadt in Italien einen botanischen Garten. Auch in Frankreich wurden 1597 botanische Gärten angelegt.

## Als Ökosystem
Gärten können für die Biodiversität eine wichtige Bedeutung haben. Ihre vielfältigen Strukturen wie Hecken, Büsche, Zäune, Asthaufen oder Bäume bieten Insekten, Vögeln und Amphibien Unterschlupf und Jagdrevier. Dabei spielt jedoch die Art des Gartens eine große Rolle. Herausgeputzte Privatgärten wirken sich nachteilig auf die Artenvielfalt aus. Zu diesem Schluss kam auch die nationale Hummelnest-Zählung 2007 in England, bei der 700 Freiwillige im eigenen Garten sämtliche Nester absuchten. Dabei stellte sich heraus, dass Gärten mit vielen unordentlichen Zonen in der Regel mehr Hummeln aufweisen. Damit hängt es direkt vom individuellen ästhetischen Empfinden des Besitzers ab, ob ein Garten als ökologische Nische dienen kann oder nicht.
Zumindest auf dem Papier hat sich das Wissen um den Nutzen von Strukturreichtum niedergeschlagen. Ein Beispiel sind die Richtlinien für die Besitzer von Kleingärten in Zürich. Dort heißt es explizit:

„Das Anlegen und Pflegen von naturnahen Lebensräumen für Tiere und Pflanzen (z. B. Wiesen, standortheimische Sträucher, Wildhecken, Obstbäume, Feucht- und Trockenbiotope, Kleinstrukturen wie Trockenmauern, Lesesteinhaufen und anderes) ist erwünscht.“

Eine Studie aus den USA zeigte auf, dass die Bereitschaft zum naturnahen Gartenbau stark vom Aussehen des Gartens des Nachbarn abhänge. Wenn dieser einen sauber geschnittenen Rasen führe, fühle man sich selbst ebenfalls dazu verpflichtet. Einer Studie aus der Schweiz zufolge würden artenarme Gärten generell als ästhetisch nicht ansprechend bewertet. Die Zustimmung steige jedoch, je farbenfroher, artenreicher und wilder ihr Erscheinungsbild sei. Irgendwann kippt diese Bewertung wieder; gänzlich chaotische Gärten würden selten als schön empfunden. Die Ausnahme bildet der vertikale Garten, bei dem eine bunte Vielfalt erwünscht ist.
Schwerpunktmäßig in Deutschland, Österreich und der Schweiz löste die vermehrte Anlage von Schottergärten, die im Wesentlichen nur aus dekorativen Steinflächen bestehen und keine oder nur wenig, naturferne Vegetation beinhalten, vermehrt Kritik aus.